# Sweet Hitch-Hiker
Singles de Creedence Clearwater Revival
Have You Ever Seen the Rain?
(1971) Someday Never Comes
(1972)
Pistes de Mardi Gras
Door to Door
Sweet Hitch-Hiker est une chanson du groupe rock américain Creedence Clearwater Revival, écrite et composée par John Fogerty. Elle sort en 45 tours en juillet 1971 avec en face B la chanson Door to Door de Stu Cook. Les deux titres sont inclus sur leur dernier album Mardi Gras sorti en avril 1972, le groupe se sépara peu après.
Le single parvient en tête des ventes au Canada et en Suisse.

## Classements hebdomadaires et certifications
| Classement (1971)                       | Meilleure place |
| --------------------------------------- | --------------- |
| Allemagne (Media Control AG)            | 6               |
| Australie (ARIA)                        | 12              |
| Belgique (Flandre Ultratop 50 Singles)  | 8               |
| Belgique (Wallonie Ultratop 50 Singles) | 18              |
| Canada (RPM 100 Singles)                | 1               |
| États-Unis (Billboard Hot 100)          | 6               |
| Norvège (VG-lista)                      | 4               |
| Pays-Bas (Single Top 100)               | 5               |
| Royaume-Uni (UK Singles Chart)          | 36              |
| Suisse (Schweizer Hitparade)            | 1               |

| Pays              | Certifications | Unités certifiées |
| ----------------- | -------------- | ----------------- |
| États-Unis (RIAA) | Or             | 500 000           |